# Jonathan Arons
Jonathan Arons (Filadelfia, 16 de agosto de 1943) es un astrofísico estadounidense.

## Biografía
Originario de Filadelfia, asistió a Williams College y se graduó en 1965. Completó un doctorado en astronomía por la Universidad de Harvard en 1970 y dividió su investigación postdoctoral entre el observatorio de la Universidad de Princeton y el Instituto de Estudios Avanzados. Se incorporó a la facultad de la Universidad de California en Berkeley, en 1972, enseñando en el departamento de astronomía. Desde 1980, también estuvo afiliado al departamento de física. También es miembro del Centro de Astrofísica Teórica de Berkeley. En 1985, fue elegido miembro de la Sociedad Estadounidense de Física "por sus contribuciones teóricas en la aplicación de la física del plasma y la electrodinámica al estudio de púlsares, quásares y materia interestelar e intergaláctica".